# Wielki Andaman
Wielki Andaman – główny archipelag Andamanów, części indyjskiego terytorium związkowego Andamany i Nikobary. Główne wyspy są położone tak blisko siebie, że cieśniny między nimi nie nadają się do żeglugi statków pełnomorskich.
Największe wyspy archipelagu to:
- Andaman Północny – 1376 km²
- Andaman Środkowy – 1536 km²
- Andaman Południowy – 1348 km²; na wyspie leży największy ośrodek archipelagu, Port Blair.

Inne większe wyspy to: Baratang, Rutland, Interview.